# Göran Månsson

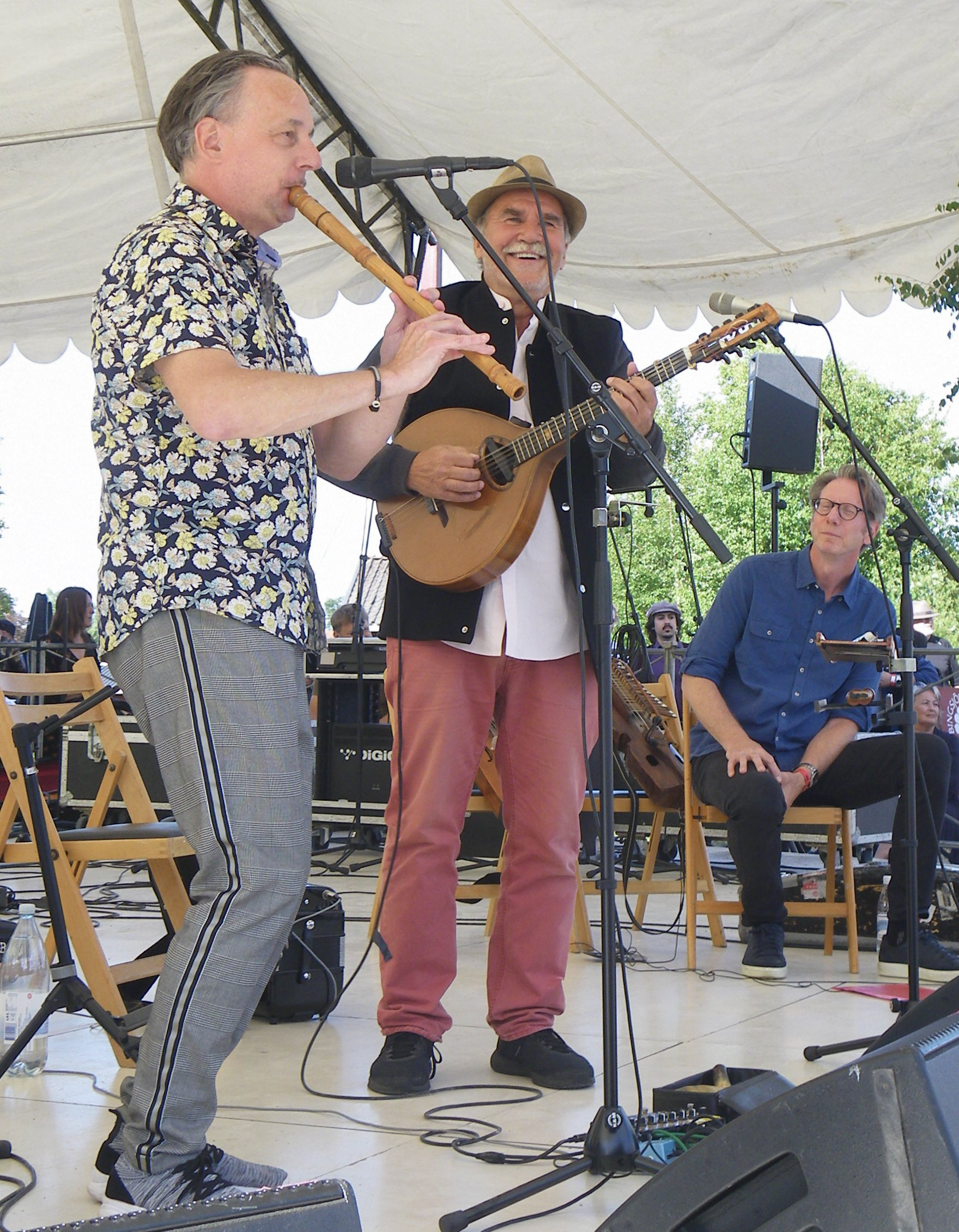
Göran Månsson på flöjt, Ackompanjerad av Ale Möller, Olov Johansson i bakgrunden på Bingsjöstämman 2022.

Göran Månsson, född 1967 i Ånge, är en svensk musiker och musikpedagog vars huvudinstrument är olika traditionella spelpipor, blockflöjt och slagverk.
Månsson härstammar från spelmanssläkten Lång i Haverö. Han är utbildad i blockflöjt inom tidig musik och klassisk musik för prof. Clas Pehrson vid Musikhögskolan i Stockholm. Göran Månsson spelar olika typer av flöjter, kontrabasblockflöjt, traversflöjt och slagverk. Han är medlem i gruppen Frispel och tidigare i Raun,  Gjallarhorn och Sarek. Månsson deltog med Sarek i Melodifestivalen 2004 med bidraget "Älvorna". Han undervisar i folkmusikaliskt flöjtspel samt ensemble vid Musikhögskolan i Stockholm och har också undervisat vid Musikhögskolan Ingesund, Sibeliusakademin och Musikhögskolan i Oslo. Han är grundare av Folk Flute Academy och tillsammans med flöjtbyggaren Gunnar Stenmark har han utvecklat Månmarkapipan. Månsson verkar inom ett brett område alltifrån klassiskt till jazz, pop och filmmusik med folkmusiken som en viktig del. 

## Diskografi
- Inland (2002)
- Mon (2006)
- Ol’Jansa (2017)
- Nibbe näbb: låter från Haverö (1994) Marie Axelsson
- Oknytt (1996) med Sven Åberg
- Raun (2000) med Raun
- Spår (2000) med Sven Åberg
- Älvdans (2009) med Sven Åberg